# Leonardo Bonzi
Leonardo Emilio Bonzi, född 22 december 1902 i Milano, död 29 december 1977 i Ripalta Cremasca i Lombardiet, var en italiensk bobåkare. Han deltog vid olympiska vinterspelen 1924 i Chamonix i det andra italienska laget i fyrmansbob, som bröt tävlingen efter andra åket.